# Ataenius scabrelloides
Ataenius scabrelloides är en skalbaggsart som beskrevs av Rudolph Petrovitz 1962. Ataenius scabrelloides ingår i släktet Ataenius och familjen Aphodiidae. Inga underarter finns listade.